# 1-я Хуторская улица
1-я Хуторска́я у́лица (до 7 июня 1922 года — Ца́рский прое́зд) — улица, расположенная в Северном административном округе города Москвы на территории Савёловского района.

## История
Получила современное название 7 июня 1922 года по близости к бывшему Бутырскому хутору Московского общества сельского хозяйства. До переименования с конца XIX века называлась Царский проезд по близости к соединительной железнодорожной ветке, по которой царский поезд мог передаваться с одного направления железной дороги на другое.

## Расположение
Является продолжением Новодмитровской улицы, проходит на запад от Бутырской улицы, пересекает Вятскую улицу, с севера к ней примыкают 1-й, 2-й, 3-й и 4-й Хуторские переулки, затем пересекает Башиловскую улицу и оканчивается внутри квартала.
Нумерация домов начинается от Петровско-Разумовского проезда, однако после перекрестка с Башиловской улицей нумерация домов искажается, чётные номера домов оказываются слева от точки начала улицы и не возрастают (как это происходит в случае с домами № 2-8), а убывают от дома № 16 до дома № 10. Искажение нумерации домов на Первой Хуторской улице стало результатом ряда переименований. В частности, до 2005 года различные корпуса дома № 8 имели № 9/55 (например, жилой дом по адресу: Первая Хуторская улица дом 8 корп. 2 имел адрес: Первая Хуторская улица дом 9/55 корп. 21). Различные корпуса домов № 2, 4 и вовсе числились расположенными на Старом Петровско-Разумовском проезде.

## Примечательные здания и сооружения
- Дом № 9/55, корп. 21 (ныне — дом 8, корп. 2), кв. 68 — здесь в середине 1960-х годов жил киноактёр Савелий Крамаров.

## Транспорт

### Наземный транспорт
По 1-й Хуторской улице не проходят маршруты наземного общественного транспорта. У восточного конца улицы, на Вятской улице, расположена остановка «1-я Хуторская улица» автобуса № 727.

### Метро
- Станция метро «Дмитровская» Серпуховско-Тимирязевской линии — у восточного конца улицы, на Бутырской улице

### Железнодорожный транспорт
- Платформа Дмитровская Рижского направления Московской железной дороги — севернее улицы, между 2-й Хуторской улицей, Дмитровским проездом, Бутырской улицей и улицей Костякова
- Платформа Гражданская Рижского направления Московской железной дороги — северо-восточнее улицы, вблизи улицы Юннатов